# Brunete
Brunete är en kommun i Spanien. Den ligger i den autonoma regionen Madrid, i den centrala delen av landet, 25 km väster om huvudstaden Madrid. Antalet invånare är 11 300 (2024).